# 이승석
이승석(1990년 2월 27일 ~ )은 대한민국의 전직 스타크래프트 II 프로게이머이다. s2라는 아이디를 사용하며, 종족은 저그이다. SK텔레콤 T1 소속이다.
2007년 상반기 드래프트에서 SK텔레콤 T1의 1차 지명으로 입단하였다.
스타1에서는 저그전에 매우 강한 모습을 보여주었는데, 실제로 이제동, 신대근 등 실력 좋은 저그 유저들을 격파했었다.
하지만 테란전에서 극악의 성적을 기록해 테막으로 불렸다.
스타2로 종목이 바뀐 뒤, 최근 프로리그에서 이영호, 김도욱 등 실력이 좋은 테란들을 잡아내며 테란 킬러로 급부상중이다. 스타1에서 테막으로도 불렸기에 뭔가 재미있는 상황. 하지만 저그전과 토스전 실력이 많이 줄어들은 듯 하다.
2013년 9월 16일 은퇴를 선언하고, 이듬해 8월 군에 입대했다. 10월 15일 종로경찰서 112타격대로 전입했다. 2016년 5월 세검정검문소에서 전역을 마쳤고, 아프리카 BJ를 준비 중이다.

## 수상 경력

### 스타크래프트
- 2006년 11월 제26회 커리지매치 입상
- 2007년 3월 제2회 KeSPA컵 아마추어 입상
- 2009년 5월 박카스 스타리그 2009 36강
- 2010년 7월 빅파일 MSL 2010 32강
- 2011년 4월 신한은행 위너스리그 10-11 결승전 MVP
- 2011년 6월 진에어 스타리그 2011 24강

### 스타크래프트 II
- 2013년 3월 핫식스 2013 글로벌 스타크래프트 II 리그 시즌 1 Code A 48강
- 2013년 5월 2013 WCS Korea Season 1 챌린저리그 48강
- 2013년 6월 2013 WCS 코리아 시즌 2 챌린저리그 48강

## 위너스리그 결승 3킬
신한은행 위너스리그 10-11 결승에 진출한 SK는 결승에서 KT와 맞붙는다. 박용운 감독은 KT 저그 스나이핑 카드로 선봉장으로 이승석을 내보냈다. 스나이핑에 적중한 이승석은 김성대와의 경기에서 1킬을 기록한후, 임정현, 김대엽을 연달아 완파하며 3킬을 기록한다. 4세트 이영호에게 패배하며 아쉽게 올킬은 실패한다.
1세트 경기 도중 2번씩이나 ppp(please permit me to pause)를 요청하며 경기를 30분 이상 지연시켰다는 점에 KT의 팬들은 "상대방이 가지고온 전략을 수포로 돌아가게 했다", "김성대의 흐름이 끊겨버렸다." "이것이 박용운의 ppp 전략."이라며 비아냥거렸다. 이는 재경기 전에는 빌드상 뒤져있었는데 재경기를 하자 빌드상 앞섰다는 데서도 기인한다. 그러나 재경기를 한다 해도 같은 빌드를 써야 한다는 규정은 없으며 ppp를 이유로 선수를 비난하는 건 옳지 못하다는 의견이 많다. 반대로 강도경의 도발로 인해 기분이 상해 있던 T1 팬들은 "강도경의 입을 다물게 한 영웅"이라며 칭송하고 있다.

## 별칭
- '여자옆에 이승석' - 여자를 본 이승석선수가 남다른(=흥분된) 표정으로의 변화와 함께 평소보다 경기력이 대폭 증가하는데서 유래. '티원저그'의 반대말. 평소 잦은 패배로 '티원저그'라는 불명예스러운 이름으로 불리기도 하지만, '여자옆에 이승석'발동시에는 이제동에게 승리, 10-11시즌 위너스리그 결승에서 3승을 하는 놀라운 활약을 보여주기도 한다. (='여자본 승석이', 경기력 10배증가저그) 10-11시즌 위너스리그 3승 활약때는 여성팬들 외에도 여성가수 'G.NA'양의 결승전 축하공연이 있었다는 점이 특이.

- ppp저그 - 신한은행 위너스리그 10-11시즌 결승전에서 경기중 ppp요청후 경기지연. 재경기에서 전략을 바꾸었던 점에서 유래.